# Belvederekanal
Belvederekanal är navigeringskanaler i Danmark. De ligger i Region Hovedstaden, i den östra delen av landet. Belvederekanal ligger på ön Sjælland. De har anslut till Fredriksholmsløbet.